# АРК-1 «Рись»

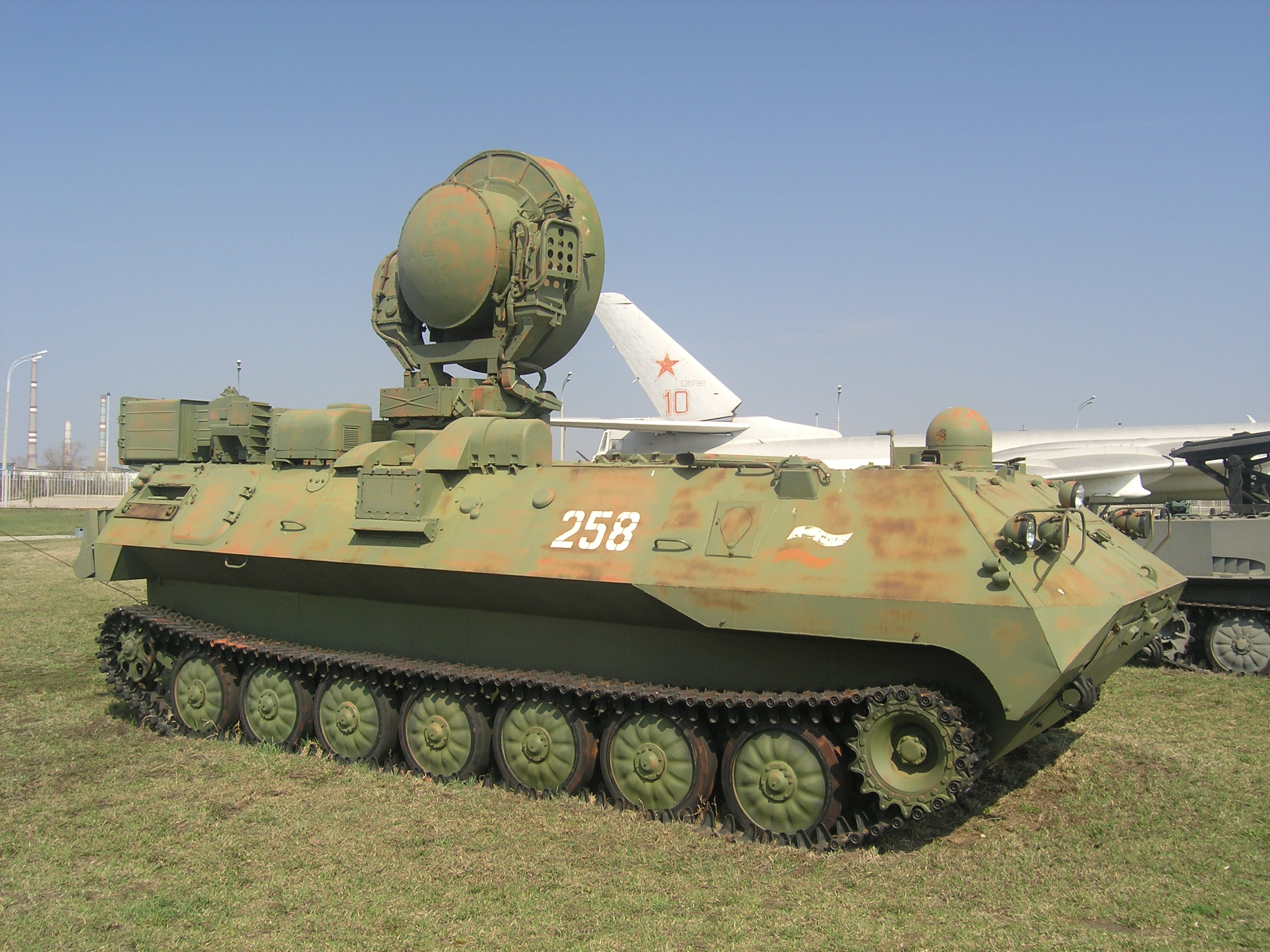
АРК-1 «Рись» в музеї.

Артилерійський радіолокаційний комплекс АРК-1 «Рись» (індекс ГРАУ — 1РЛ239) — радянська РЛС контрбатарейної боротьби, призначена для розвідки й коригування вогню наземної артилерії. Розроблений у науково-виробничому об'єднання «Стріла» в 70-х роках XX століття.
Комплекс оснащений засобами топографічної прив'язки, орієнтування і навігації. Більшість обладнання (крім випромінювача, приймальної антени та приймача доплерівського вимірювача швидкості) розміщено всередині броньованого тягача МТ-ЛБ.

## Тактико-технічні характеристики

АРК-1 «Рись» у ЗСУ, 2015

- Екіпаж: 4 (командир станції, оператор станції, оператор-зв'язківець, механік-водій)
- Дальність розвідки вогневих позицій:
  - мінометних: до 12 км.
  - ствольної артилерії: до 9 км.
  - РСЗВ: до 16 км.
- Дальність контролю стрільби:
  - мінометів: до 14 км.
  - ствольної артилерії: до 11 км.
  - РСЗВ: до 20 км.